# Martin XLB-4
El Martin XLB-4 fue un bombardero ligero biplano estadounidense, enteramente metálico, desarrollado en los años 20 por la empresa Glenn L. Martin Company. 

## Desarrollo y diseño
Martin realizó en 1926 una propuesta de un bombardero de construcción enteramente metálica, su Model 75-A, propulsado por un par de motores radiales Pratt & Whitney R-1690 Hornet. El USAAC solicitó un prototipo, asignándole el numeral 27-332 y la designación XLB-4, pero la orden fue anulada antes de que comenzase la construcción, ya que, por esa época, el Ejército era reacio a experimentar con aviones totalmente metálicos.
El diseño era convencional, biplano de un solo vano, con tren de aterrizaje de patín de cola y unidades principales separadas. La cola era simple, con estabilizadores horizontales arriostrados mediante soportes. Los dos motores radiales se encontraban en sendas góndolas instaladas entre las alas, en configuración tractora.
La tripulación prevista era de dos pilotos, acomodados lado a lado en una cabina abierta, y tres artilleros, en puestos proel superior e inferior, y dorsal.

## Variantes
Model 75-A
Designación interna de Martin para el proyecto de diseño.
XLB-4
Designación dada por el Cuerpo Aéreo del Ejército de los Estados Unidos, no construido.

## Especificaciones

### Características generales
- Tripulación: Cinco (dos pilotos y tres artilleros)
- Longitud: 13,5 m (44,3 ft)
- Envergadura: 23,2 m (76,1 ft)
- Altura: 5,1 m (16,6 ft)
- Superficie alar: 111,8 m² (1203 ft²)
- Peso vacío: 2672,1 kg (5889,3 lb)
- Peso cargado: 5435,4 kg (11 979,6 lb)
- Planta motriz: 2× motor radial de nueve cilindros refrigerado por aire Pratt & Whitney R-1690 Hornet.
  - Potencia: 392 kW (540 HP; 533 CV) cada uno.

### Rendimiento
- Velocidad máxima operativa (Vno): 180 km/h (112 MPH; 97 kt)
- Carga alar: 0 kg/m² (0 lb/ft²)

## Aeronaves relacionadas

### Secuencias de designación
- Secuencia Numérica (interna de Martin): ← 71 - 73 - 74 - 75 - 117 - 118 - 119 →
- Secuencia LB-_ (Bombarderos Ligeros del USAAS/USAAC, 1924-1926): LB-1 - LB-2 - LB-3 - LB-4 - LB-5 - LB-6 - LB-7 →